# W nationalpark
W nationalpark (på franska: "W" du Niger) är en stor nationalpark i Niger kring en meander i floden Niger formad som bokstaven W. Nationalparkens styrelse har sitt säte i Kandi ungefär två timmar bilfärd från närmaste ingången. Den har lite över 70 anställda som bevakar ingångarna, dokumenterar djurrörelser och delar ut böter när det behövs.
Nationalparken bildades formellt den 4 augusti 1954. Huvuddelen av den ligger i Niger men den sträcker sig även över gränsen till Benin och Burkina Faso. Nationalparkens 10 000 km² är i stort sett obefolkat av människor.
Nationalparken inom Nigers territorium sattes 1996 upp på Unescos Världsarvslista. Ungefär till 1990-talet förvaltades nationalparken av Nigers skogsbruksstyrelse. 2004 nominerade Burkina Faso sin del av nationalparken. Även nationalparkens del i Benin har nominerats till världsarvslistan.
Stiftelsen Global Environmental Fund som stödjer parkerna betecknar komplexet som parcs de l'entente (samförståndets parker). Traditionella jägare får under vissa årstider jaga med traditionella vapen.

## Flora
I den del som tillhör Benin finns uppskattningsvis lite över 500 olika växtarter.

## Fauna
Nationalparken är kända för sina däggdjur, bland dessa kan nämnas jordsvin, babian, buffel, ökenlo, gepard, elefant, flodhäst, leopard, lejon, serval, vårtsvin.
I Benin dokumenterades ungefär 350 olika fågelarter.

## Hot
På grund av avsaknaden av turistiska anläggningar är parken hotat av skogsröjning och tjuvjakt.